# David Cardoso
José Darcy Cardoso (Maracaju, Brasil, 1942), conocido artísticamente como David Cardoso, es un actor, director, guionista y productor brasileño.

## Biografía
José Darcy Cardoso nació en 1942 en la ciudad brasileña de Maracaju y se crio en Campo Grande, donde completó sus estudios secundarios y prestó servicio militar. En 1963 se mudó a São Paulo y compaginó su carrera en dirección con su trabajo en el periódico Folha de S. Paulo. Un año después abandonó los estudios y comenzó a trabajar para la compañía cinematográfica de Amácio Mazzaropi, Pam Filmes. Debutó como continuista en la película O Lamparina (1964), en la que además realizó un pequeño papel como actor, y desde entonces se desempeñó en estos mismos roles y como director de producción. En 1973 fundó Dacar Produções Cinematográficas y cuatro años después se inició en la dirección con Dezenove Mulheres e Um Homem, película que además escribió y produjo.

## Filmografía
| Año  | Título                                     | Rol   | Rol      | Rol       | Rol       | Notas                                         |
| Año  | Título                                     | Actor | Director | Guionista | Productor | Notas                                         |
| ---- | ------------------------------------------ | ----- | -------- | --------- | --------- | --------------------------------------------- |
| 1964 | O Lamparina                                | Sí    |          |           |           | También trabajó como continuista.             |
| 1964 | Noite Vazia                                | Sí    |          |           |           | También trabajó como continuista.             |
| 1965 | Meu Japão Brasileiro                       | Sí    |          |           |           | También trabajó como continuista.             |
| 1966 | O Corpo Ardente                            | Sí    |          |           |           | También trabajó como director de producción.  |
| 1967 | O Grande Segredo                           | Sí    |          |           |           | Telenovela.                                   |
| 1967 | Férias No Sul                              | Sí    |          |           |           |                                               |
| 1968 | Vidas Estranhas                            | Sí    |          |           |           |                                               |
| 1968 | Roberto Carlos em Ritmo de Aventura        | Sí    |          |           |           |                                               |
| 1969 | Agnaldo, Perigo à Vista                    | Sí    |          |           |           | También trabajó como asistente de dirección.  |
| 1970 | Os maridos Traem... E as Mulheres Subtraem | Sí    |          |           |           | También trabajó como asistente de producción. |
| 1970 | Se Meu Dólar Falasse                       | Sí    |          |           |           |                                               |
| 1970 | A Herança                                  | Sí    |          |           |           |                                               |
| 1970 | A Moreninha                                | Sí    |          |           |           |                                               |
| 1971 | Quando as Mulheres Paqueram                | Sí    |          |           |           | También trabajó como asistente de dirección.  |
| 1971 | Roberto Carlos a 300 Quilômetros Por Hora  |       |          |           |           | Trabajó como director de producción           |
| 1972 | A Infidelidade ao Alcance de Todos         | Sí    |          |           |           |                                               |
| 1972 | Corrida em Busca do Amor                   | Sí    |          |           |           |                                               |
| 1972 | Sinal Vermelho - As Fêmeas                 | Sí    |          |           |           |                                               |
| 1973 | Caingangue                                 | Sí    |          |           |           |                                               |
| 1973 | Trindade... é Meu Nome                     | Sí    |          |           |           |                                               |
| 1974 | Sedução                                    | Sí    |          |           |           |                                               |
| 1974 | Caçada Sangrenta                           | Sí    |          |           | Sí        |                                               |
| 1975 | Amadas e Violentadas                       | Sí    |          |           | Sí        |                                               |
| 1975 | A Ilha do Desejo                           | Sí    |          |           | Sí        |                                               |
| 1976 | Possuída Pelo Pecado                       | Sí    |          |           | Sí        |                                               |
| 1977 | Dezenove Mulheres e Um Homem               | Sí    | Sí       | Sí        | Sí        |                                               |
| 1978 | O Amante de Minha Mulher                   | Sí    |          |           |           |                                               |
| 1979 | Cara a Cara                                | Sí    |          |           |           | Telenovela.                                   |
| 1979 | O Guarani                                  | Sí    |          |           |           |                                               |
| 1979 | Bandido, Fúria do Sexo                     | Sí    | Sí       |           | Sí        |                                               |
| 1979 | Desejo Selvagem                            | Sí    | Sí       |           | Sí        |                                               |
| 1979 | E Agora José? - Tortura do Sexo            | Sí    |          |           | Sí        |                                               |
| 1980 | Corpo Devasso                              | Sí    |          |           | Sí        |                                               |
| 1980 | A Noite das Taras                          |       | Sí       |           | Sí        |                                               |
| 1981 | Pornô!                                     | Sí    | Sí       |           | Sí        |                                               |
| 1981 | Aquí, Tarados!                             |       | Sí       |           | Sí        |                                               |
| 1982 | Mulher Tentação                            |       |          |           | Sí        |                                               |
| 1982 | As Seis Mulheres de Adão                   | Sí    | Sí       |           | Sí        |                                               |
| 1982 | A Noite das Taras II                       | Sí    |          |           | Sí        |                                               |
| 1982 | O Homem Proibido                           | Sí    |          |           |           | Telenovela.                                   |
| 1983 | A Freira e a Tortura                       | Sí    |          |           | Sí        |                                               |
| 1983 | Corpo e Alma de Uma Mulher                 | Sí    | Sí       |           | Sí        |                                               |
| 1984 | Caçadas Eróticas                           | Sí    | Sí       |           | Sí        |                                               |
| 1984 | Tentação na Cama                           | Sí    |          |           | Sí        |                                               |
| 1985 | Viciado em C...                            | Sí    | Sí       |           | Sí        |                                               |
| 1985 | Viciado em C... II                         | Sí    | Sí       | Sí        | Sí        |                                               |
| 1985 | Troca-Troca do Prazer                      |       | Sí       |           | Sí        |                                               |
| 1985 | Uma Esperança no Ar                        | Sí    |          |           |           | Telenovela.                                   |
| 1986 | Sexo Cruzado                               |       | Sí       |           | Sí        |                                               |
| 1986 | Estou com AIDS                             |       | Sí       | Sí        | Sí        |                                               |
| 1987 | O Día do Gato                              | Sí    | Sí       |           | Sí        |                                               |
| 1989 | Solidão, Uma Linda História de Amor        | Sí    |          |           |           |                                               |
| 1992 | Pedra Sobre Pedra                          | Sí    |          |           |           | Telenovela.                                   |
| 1992 | Perigosas Peruas                           | Sí    |          |           |           | Telenovela.                                   |
| 1992 | Despedida de Solteiro                      | Sí    |          |           |           | Telenovela.                                   |
| 1999 | A Hora Mágica                              | Sí    |          |           |           |                                               |
| 2004 | El color del pecado                        | Sí    |          |           |           | Telenovela. Trabajó en nueve episodios.       |
| 2006 | Carga Pesada                               | Sí    |          |           |           | Serie de televisión. Trabajó en un episodio.  |